# Fonction de Baire
En mathématiques, les fonctions de Baire sont des fonctions obtenues à partir des fonctions continues par répétition transfinie de l'opération consistant à effectuer des limites simples de suites de fonctions.
Elles furent introduites par René Baire. Un ensemble de Baire (en) est un ensemble dont la fonction indicatrice est une fonction de Baire (de classe quelconque).

## Classification des fonctions de Baire

### Définition standard
Les fonctions de Baire de classe {\displaystyle \alpha }, pour un ordinal {\displaystyle \alpha } au plus dénombrable, forment un espace vectoriel de fonctions réelles définies sur un espace topologique, défini comme suit :
- les fonctions de classe de Baire 0 sont les fonctions continues ;
- les fonctions de classe de Baire {\displaystyle \alpha } sont les limites simples de suites de fonctions de classes de Baire strictement inférieures à {\displaystyle \alpha }.

Les fonctions de Baire sont les fonctions qui sont de classe {\displaystyle \alpha } pour un certain {\displaystyle \alpha } (< ω₁).
Henri Lebesgue a démontré (pour des fonctions définies sur un segment) que toute classe de Baire pour un ordinal dénombrable contient des fonctions qui ne sont pas d'une classe inférieure, et qu'il existe des fonctions n'appartenant à aucune classe.
Toute limite uniforme d'une suite de fonctions réelles de classe {\displaystyle \alpha } est de classe {\displaystyle \alpha }.

### Autres définitions
Certains auteurs[Qui ?] donnent une définition plus contraignante, en excluant les fonctions de classe strictement inférieure à {\displaystyle n} des fonctions de classe {\displaystyle n} lorsque {\displaystyle n} est fini ; on perd alors la structure d'espace vectoriel.
Andreï Kolmogorov, quant à lui, propose une définition légèrement modifiée pour les fonctions à paramètres dans {\displaystyle \mathbb {R} ^{N}}, en ne s’autorisant à partir que des fonctions polynomiales (en un nombre fini de variables). Ces deux définitions sont équivalentes : 
- D’une part, toute fonction polynomiale est continue, donc de classe 0 au sens standard ;
- D’autre part si f est continue sur {\displaystyle \mathbb {R} ^{N}}, on peut appliquer le théorème de Stone-Weierstrass pour trouver une suite de fonctions {\displaystyle (f_{n})_{n\in \mathbb {N} }}, telle que {\displaystyle f_{n}} soit à distance {\displaystyle 2^{-n}} au plus de {\displaystyle f} sur le cube de Hilbert {\displaystyle [-n,n]^{\mathbb {N} }}, compact d’après le théorème de Tychonov ; {\displaystyle f} en est alors limite simple.

Aussi, par une récurrence transfinie immédiate une fonction de classe {\displaystyle n} au sens de Kolmogorov l’est aussi selon notre définition standard, tandis qu’une fonction de classe {\displaystyle n} au sens standard est de classe {\displaystyle n+1} au sens de Kolomogorov. Par conséquent, les fonctions de Baire au sens standard et au sens de Kolmogorov sont les mêmes.
De façon plus élémentaire (n’ayant pas recours à une généralisation si forte du théorème de Weierstraß ni au théorème de Tychonov), il est possible de montrer que les fonctions de Baire au sens usuel le sont au sens de Kolmogorov en deux temps : d’abord, en appliquant le même raisonnement aux {\displaystyle \mathbb {R} ^{N}} pour montrer que toute fonction continue d’un nombre fini de variable réelle est de classe 1 au sens de Kolmogorov, puis {\displaystyle \mathbb {R} ^{N}} étant métrisable par la distance {\displaystyle d(u,v):=\sup _{n\in \mathbb {N} }[\min(|u_{n}-v_{n}|,2^{-n})]}, approcher {\displaystyle f} par les fonctions {\displaystyle f_{n}:u\mapsto f(u_{0},\cdots ,u_{n},0,\cdots ,0,\cdots )} (identifiées à des fonctions d’un nombre fini de variables), montrant qu’elle est de classe 2.

## Classe de Baire 1
Les fonctions de classe de Baire 1 sont les limites simples de suites de fonctions continues.
Exemples :
- la dérivée de toute fonction dérivable est de classe 1. Un exemple de fonction dérivable à dérivée discontinue est la fonction valant {\displaystyle x^{2}\sin(1/x)} en tout point {\displaystyle x\neq 0}, et {\displaystyle 0} en {\displaystyle 0}. Une somme de série de fonctions de ce type peut même fournir une fonction dérivable dont la dérivée est discontinue sur une partie dense. Cependant, les points de continuité de cette dérivée forment un Gδ dense ;
- la fonction indicatrice de l'ensemble des entiers ;
- la fonction de Thomae. Elle possède un ensemble dense de discontinuités, à savoir l'ensemble des rationnels ;
- la fonction indicatrice de tout fermé {\displaystyle F} d'un espace métrique. Elle est approchable par les fonctions continues {\displaystyle g_{n}:x\mapsto \max(0,1-nd(x,F))}.

Le théorème de caractérisation de Baire énonce que pour une fonction {\displaystyle f} définie sur un espace métrique complet {\displaystyle X} et à valeurs dans un espace de Banach, les trois conditions suivantes sont équivalentes :
- {\displaystyle f} est de classe de Baire 1 ;
- pour tout sous-ensemble compact non vide {\displaystyle K} de {\displaystyle X}, la restriction de {\displaystyle f} à {\displaystyle K} possède un point de continuité ({\displaystyle K} étant muni de la topologie induite) ;
- pour tout fermé non vide {\displaystyle F} de {\displaystyle X}, la restriction de {\displaystyle f} à {\displaystyle F} possède un point de continuité.

Par un autre théorème de Baire, pour toute fonction de classe de Baire 1, les points de continuité forment un Gδ comaigre.

## Classe de Baire 2
Un exemple d'une telle fonction qui n'est pas de classe 1 est donné par la fonction de Dirichlet (l'indicatrice de l'ensemble des rationnels), qui n'est continue nulle part.

## Annexe